# Agutaya
Agutaya è una municipalità di quinta classe delle Filippine, situata nella Provincia di Palawan, nella regione di Visayas Occidentale. Occupa l'isola di Agutaya ed altre isole minori delle isole Cuyo.
Agutaya è formata da 10 baranggay:
- Abagat (Pob.)
- Algeciras
- Bangcal (Pob.)
- Cambian (Pob.)
- Concepcion
- Diit
- Maracanao
- Matarawis
- Villafria
- Villasol